# 하펜시티

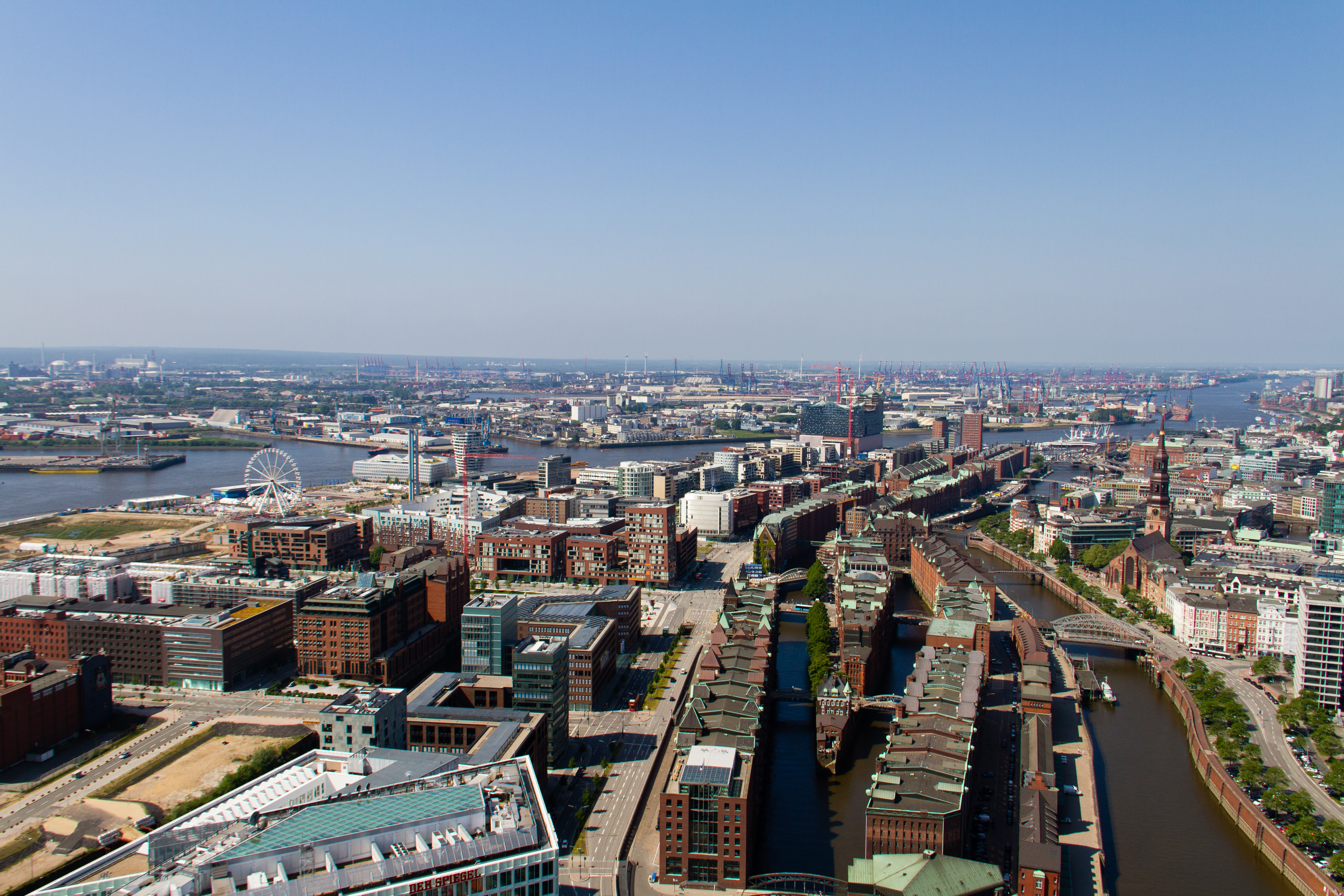

하펜시티(HafenCity)는 독일, 함부르크(Hamburg) 시의 함부르크-미테(Hamburg-Mitte) 지구에 위치한 행정구역이다. 이곳은 케비더와 완드람이라 불리는 엘베강(the Elbe river)의 섬에 위치하고 있다.
함부르크시의 하펜시티 프로젝트는 오래된 항구의 창고들을 사무실, 호텔, 상점, 오피스빌딩과 주택지역으로 변모시키려는 계획이다. 이 프로젝트는 토지 개발규모가 약 2.2km2에 이르는 유럽에서도 가장 큰 재개발사업이다. 하펜시티 지역은 자유 무역항으로 쓰이던 곳이었으나, EU가 자유경제지역이 되면서 자유 무역항의 경제적 중요성이 쇠퇴해버렸다. 함부르크의 자유 무역항 규모는 축소되었으며, 하펜시티 지역도 규제에서 해제되었다. 모든 개발사업이 완료되면 12,000명을 위한 주택과 40,000명을 위한 업무단지가 형성된다. 하지만, 이러한 예측은 2020년에서 2030년경에 가능한 일로 확실치는 않다.

## 역사
2008년 3월 1일에 함부르크시 조례에 따라, 하펜시티는 공식적으로 행정구역으로 지정되었다.

## 교육
이 지역에는 카타리네쥬 초등학교(the Katharinenschule)가 있다. 이 곳은 장래에 건축과 도시계획을 중점으로 육성하기 위한 하펜시티 대학의 본거지가 될 것이다.

## 문화
함부르크시는 2007년부터 오래된 창고 위에 엘베 필하모닉홀(en:Elbe Philharmonic Hall)이라고 불리는 새로운 콘서트홀을 건설하고 있다. 이 프로젝트는 도시의 새로운 랜드마크를 제공하게 되겠지만, 막대한 초과 비용과 삼 년이나 연기된 공정으로 골치를 썩고 있다. 공식일정으로는 2017년경에 개장이 예정되어 있다.

## 경제
이 지역은 현재, 국제적 선박회사인 쿤앤나겔(Kühne & Nagel), 슈피겔 그룹(The Spiegel Group)의 새로운 본사, 유니리버(Unilever) 등 독일의 본사가 되는 오피스들이 위치하고 있다. 그린피스(Greenpeace)도 2011년경에 새로운 본사를 개정할 예정이다. 함부르크-아메라카 센터(The Hamburg-America Center)는 2009년에 문을 열었다.

## 교통
이 지역은 2012년 12월에 완공된 새로운 지하철 노선 U4가 운행되고 있다. 이 노선에는 2개의 새로운 역사로 우베르시쿼티에(Überseequartier), 하펜시티대학(Hafencity University)이 포함된다.

## 같이 보기
- 함부르크 항